# Ioane Ioane
Ioane Ioane (Christchurch, 1962) es un artista samoano-neozelandés.
Su obra, basada en su herencia samoana, incluye pintura, escultura, proyecciones o instalaciones.
Estudió bellas artes en la Universidad de Auckland y ha expusesto su colección tanto en galerías privadas como públicas como en el Museo de Nueva Zelanda Te Papa Tongarewa.